# Số đại số nguyên
Trong toán học, một số đại số nguyên (đôi khi gọi là số nguyên đại số) là một nghiệm (thực hoặc phức) của một đa thức với các hệ số nguyên và có hệ số của số hạng bậc cao nhất bằng 1. Điều kiện này tổng quát từ chỗ phân biệt số nguyên n (là nghiệm của x - n = 0) và số hữu tỷ a/b (là nghiệm của phương trình bx - a = 0).
Theo thuật ngữ hiện đại hơn, vành các số đại số nguyên là bao đóng nguyên của vành các số nguyên trong trường các số đại số. Một số x là số đại số nguyên nếu Z[x] là sinh hữu hạn như một nhóm abel, mà thường gọi là một Z-module.
Các số đại số nguyên tạo thành vành nguyên của trường số đại số, chẳng hạn các số nguyên Gauss nằm trong trường các số hữu tỷ Gauss và các số nguyên Eisenstein nằm trong trường Q({\displaystyle {\sqrt {3}}}).

## Tính đóng
Nếu P(x) là một đa thức nguyên thủy (primitive) có hệ số nguyên nhưng có hệ số cao nhất khác 1, và P là đa thức bất khả quy trên Q, thì không nghiệm nào của P là số đại số. Ở đây từ nguyên thủy  có nghĩa là các hệ số của P là số nguyên tố cùng nhau (coprime), do đó không thể chia nó cho một hằng số nguyên, (nghĩa là ước số chung lớn nhất của tập các hệ số của P là 1; điều kiện này rộng rãi hơn điều kiện các hệ số là nguyên tố từng cặp)
Tổng, hiệu và tích của hai số đại số nguyên là số đại số nguyên. 
Căn bậc nguyên của một số dại số nguyên là một số dại số nguyên; đa thức nhận nó làm nghiệm có thể nhận được nhờ việc thay x=yn trong đa thức của x. Chẳng hạn, thay x=y2 vào x2+x+1 và phân tích thành (y2+y+1)(y2-y+1), là các đa thức bất khả quy cho nghiệm là căn bậc hai của x.
Một công thức bao gồm các phép khai căn, cộng và nhân các số đại số nguyên cho kết quả là một số đại số nguyên; nhưng không phải tất cả các số đại số nguyên đều có công thức như vậy: hầu hết các nghiệm của các phương trình bậc năm không có dạng này.
Tổng quát hơn, mọi nghiệm của đa thức với hệ số cao nhất bằng 1 với hệ số là các số đại số nguyên cũng là các số đại số nguyên. Nói cách khác các số đại số nguyên tạo thành một vành bao đóng nguyên trong mở rộng bất kỳ của nó.
Các số đại số nguyên là một miền Bézout.
Richard Schroeppel đã chứng minh rằng nếu một số được tạo thanhg từ các số nguyên với các phép khai căn, cộng, nhân và cả phép chia, và chính nó là một số đại số nguyên, thì nó có thể được tạo thành mà không cần phép chia. Chẳng hạn, tỷ lệ vàng, φ, là
{\displaystyle {\frac {1+{\sqrt {5}}}{2}}={\sqrt[{3}]{2+{\sqrt {5}}}}={\sqrt[{3}]{1+2\varphi }}}.